# Ramón Ribeyro
Ramón Ribeyro Álvarez del Villar (Lima, 31 de agosto de 1839 - ibídem, 26 de agosto de 1916), fue un magistrado y político peruano. Fue diputado por Lima (1872-1876 y 1886); ministro de Justicia e Instrucción (1879); ministro de Relaciones Exteriores (1886 y 1893); y presidente de la Corte Suprema del Perú (1909-1910). Fue además catedrático y decano de la Facultad de Ciencias Políticas y Administrativas de la Universidad de San Marcos, y dos veces rector de esta casa de estudios. Se le recuerda también por haber luchado, como coronel de milicias, en la batalla de Miraflores.

## Nacimiento y estudios
Fue hijo de Juan Antonio Ribeyro (canciller de la República y rector de San Marcos) y Eulalia Álvarez del Villar Puelles. En la adolescencia ingresó a la Marina de Guerra, pero la dejó para seguir estudios superiores en la Universidad Nacional Mayor de San Marcos. 

## Inicio de su carrera docente y política
Abogado desde 1865, se afilió al Partido Civil de Manuel Pardo y Lavalle, y le tocó colaborar con el renombrado financista Pablo Pradier Foderé en la creación de la Facultad de Ciencias Políticas y Administrativas de la Universidad de San Marcos. Fue catedrático y decano de dicha facultad.
Fue elegido diputado por Lima en 1872, 1876 y 1879.

## Efímero ministro de Justicia e Instrucción
Desatada la guerra del Pacífico en 1879, Ribeyro fue nombrado ministro de Justicia e Instrucción, el 29 de octubre de dicho año. En el gabinete ministerial, presidido por Manuel González de la Cotera como ministro de Guerra, figuraban también: Manuel Yrigoyen Arias (Relaciones Exteriores); Alejandro Arenas (Hacienda) y Aurelio Denegri (Gobierno). Pero debió renunciar al día siguiente, al habérsele rechazado su propuesta de que todas las decisiones concernientes al desarrollo de la guerra se tomaran en Consejo de Ministros.

## Participación en la Guerra con Chile
Cuando, tras la pérdida del monitor Huáscar en el combate de Angamos se organizó una colecta nacional para la compra de un acorazado, que llevaría el nombre de Almirante Grau (propuesto por el médico Melitón Porras Díaz), Ramón Ribeyro donó mil soles de su peculio. Cuando se formó el Ejército de Reserva en Lima, se le otorgó el grado de coronel y el comando del batallón de Reserva N.º 4 y del Reducto N.º 2 en Miraflores, donde militaban sus alumnos universitarios, y como tal asistió a la batalla de Miraflores.
El historiador Tomás Caivano describiendo la batalla de Miraflores, recuerda que todo el ataque chileno por mar, desde la escuadra y por tierra, incidió sobre los tres primeros reductos: 1, 2 y 3, defendidos por el elemento más selecto de Lima (abogados, magistrados, grandes propietarios, banqueros, exministros, exdiputados, exsenadores, etc.); de ahí la enorme mortandad de personalidades visibles y agrega:

«Si el destino perdona la vida al distinguido abogado y ex Vice Presidente de la Cámara de Diputados, Ramón Ribeyro, que mandaba el Batallón N.º 2 [debió decir Batallón Nº 4], al cual estaba confiada la segunda trinchera, no le evitaba el dolor de ver caer a su lado, uno después de otro, a sus amigos queridos, los más distinguidos personajes de la República y de Lima que militaban a sus órdenes».
Tomás Caivano

Y Luis Humberto Delgado, recordando a Ribeyro en el centenario de su nacimiento, dijo, en un artículo publicado en El Comercio, el 31 de agosto de 1941:

Ramón Ribeyro fue Jefe del Primer Batallón de Reserva Nº 4, ubicado en el Reducto Nº 1 de Miraflores en la clase de Teniente Coronel. Comandaron el Cuerpo Universitario el Coronel Elcorrobarrutia, luego, por razón de enfermedad del doctor Domingo Rada, a quien reemplazó Ribeyro. En este cuerpo figuraron hombres eminentes, que después desempeñaron grandes situaciones.
Luis Humberto Delgado

Ribeyro, antes de la batalla, dirigió a sus tropas un vigoroso discurso que causó gran entusiasmó a sus discípulos. En la refriega cayó el doctor Félix Olcay, abogado y juez de Iquique; el doctor Manuel Pino, vocal de Puno; Saturnino del Castillo, maestro de representación y autor de algunos textos de enseñanza; el estudiante Arrunátegui de Piura, y otros más. No habían recibido sino una dotación de balas. Después de quemar cuantas tenían, y ya producida la derrota general, a las 5 y 30 de la tarde, el batallón de Ribeyro evadió el flanqueamiento del reducto que había hecho el enemigo, y a las 8 de la noche acampó con su muy mermado batallón, en la plaza de armas de Lima. Acompañado de su ayudante, el mayor José Miguel Vélez, penetró a Palacio de Gobierno a pedir órdenes. No encontró a nadie. Volvió a salir y arengó a su tropa que lo esperaba formada en la plaza:

Hijos míos, dijo, arengando a las tropas, habéis cumplido con vuestro deber. Si un día desde nuestros queridos claustros se toca el clarín de la Patria, tanto más querida cuanto más afligida, acudiréis sin duda. A nombre del Perú, repito, habéis cumplido con vuestro deber. Podéis volver a vuestras casas. ¡Viva el Perú y Alerta!.

Como Andrés Avelino Cáceres, Ramón Ribeyro vivió en Miraflores después de la batalla, en uno de los pocos ranchos que se levantaron entre los escombros renegridos, de las que fueron amables quintas y mansiones opulentas. 
Luego colaboró con el doctor Francisco García Calderón, nombrado presidente del Perú, en el empeño de alcanzar con Chile un tratado de paz que librase al Perú de pérdidas territoriales. Ante la negativa chilena de paz sin dichas concesiones, las fuerzas de ocupación buscaron otros interlocutores, capturaron a García Calderón y lo enviaron cautivo a Chile (1881). Ribeyro sirvió luego como agente diplomático del gobierno de Lizardo Montero, pero igualmente fue apresado por los chilenos y confinado en Angol, Chile, junto con otros prominentes peruanos (1882).

## Labor durante la Reconstrucción Nacional
A su regreso al Perú, Ribeyro enfrentó al gobierno del general Miguel Iglesias, lo que nuevamente le valió el destierro. Después de algunos meses regresó al lado del general Andrés Avelino Cáceres, en quien reconocía como el más alto exponente de la tenacidad, del heroísmo y de las virtudes militares de esa generación en guerra. Tomó participación activa en la reconstrucción del Perú, despedazado por la guerra, despojado de sus tesoros naturales y saqueados sus bienes culturales, tras una dilatada ocupación de su territorio.
Fue elegido nuevamente diputado por Lima en 1886.

## Canciller de la República
En el primer gobierno de Cáceres fue nombrado ministro de Relaciones Exteriores (octubre a noviembre de 1886), formando parte del gabinete ministerial presidido por José de Araníbar (Hacienda), y que estaba integrado además por el general Manuel Velarde Seoane (Gobierno), Luis Felipe Villarán (Justicia e Instrucción) y el coronel Justiniano Borgoño (Guerra). Formó parte también de la Junta Consultiva de Relaciones Exteriores.
En el gobierno de Remigio Morales Bermúdez fue nuevamente nombrado ministro de Relaciones Exteriores, cargo que ejerció de 4 de enero a 3 de abril de 1893. Luego pasó a ser ministro plenipotenciario en Chile, entre 1893 y 1895, en donde luchó decididamente para hacer cumplir lo pactado en el Tratado de Ancón de 1883, esto es, que transcurridos diez años, las provincias de Tacna y Arica retenidas por Chile, serían sometidas a plebiscito para definir si permanecían en dicho país o regresaban al Perú. Dicho plebiscito nunca se realizó.

## Presidente de la Corte Suprema
Ya en el último tramo de su vida ingresó a la Corte Suprema de Justicia, de la que fue presidente de 1909 a 1910.  Cuando falleció ya era vocal jubilado.

## Publicaciones
- Tratado de Derecho Internacional Público (dos tomos, en 1901 y 1905).[1]

## Reconocimiento de sus alumnos sanmarquinos
El paso del maestro Ramón Ribeyro por el claustro sanmarquino dejó huella en sus alumnos. Uno de ellos, Luis Alayza y Paz Soldán, lo rememora con estas palabras cargadas de admiración sincera:

Son pocos los recuerdos que me emocionan de mi paso por las aulas de San Marcos. Tal vez porque ingresé a ellas con algún retardo, o acaso porque antes asistí varios años a una escuela técnica más cálida que la del viejo claustro, que se me antojaba antes de frío convencionalismo. Por lo demás, no era lo que mi mente juvenil había soñado encontrar en ese renombrado centro del continente americano. Pero entre esos pocos puntos luminosos mantiénese vivo en mí como una hoguera, la memoria del más sabio y del más hombre, del más austero y del más maestro de los profesores.